# John Sayre
John Anthony Sayre (Tacoma, 1 de abril de 1936) es un deportista estadounidense que compitió en remo. Participó en los Juegos Olímpicos de Roma 1960, obteniendo una medalla de oro en la prueba de cuatro sin timonel.

## Palmarés internacional
| Juegos Olímpicos | Juegos Olímpicos | Juegos Olímpicos | Juegos Olímpicos   |
| Año              | Lugar            | Medalla          | Prueba             |
| ---------------- | ---------------- | ---------------- | ------------------ |
| 1960             | Roma (Italia)    | Medalla de oro   | Cuatro sin timonel |